# تپه اطراف شهر سوخته ۳۱۰
تپه اطراف شهر سوخته شماره ۳۱۰ در شهرستان زابل، بخش شیب آب، دهستان لوتک، روستای حومه شهر سوخته، ۲۱/۲۷۰ کیلومتری جنوب پایگاه باستان‌شناسی شهر سوخته واقع شده و این اثر در تاریخ ۲۳ بهمن ۱۳۸۵ با شمارهٔ ثبت ۱۷۲۸۶ به‌عنوان یکی از آثار ملی ایران به ثبت رسیده است.